# 白俄罗斯护照
白俄羅斯護照，是簽發給白俄羅斯公民作為國際及國內旅遊的證件，不像俄羅斯和烏克蘭，白俄羅斯並沒有國內護照。護照由內政部簽發、居住於海外的公民則由外交部發行。
而在2023年6月俄羅斯爆發瓦格納集團兵變後，白俄羅斯內政部於同年7月開始，向接受白國安置的瓦格納集團僱傭兵簽發護照，以便日後更方便進入歐盟國家執行任務。
根据2025年1月8日发布的亨利护照指数，白俄罗斯护照可免签证、落地签证或电子签证入境81个国家和地区，位居世界第62，与纳米比亚护照并列。

## 图册

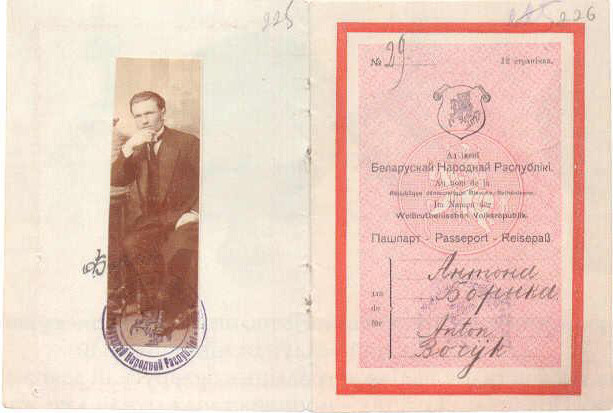
1918
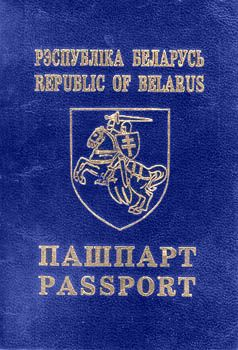
1991-1995
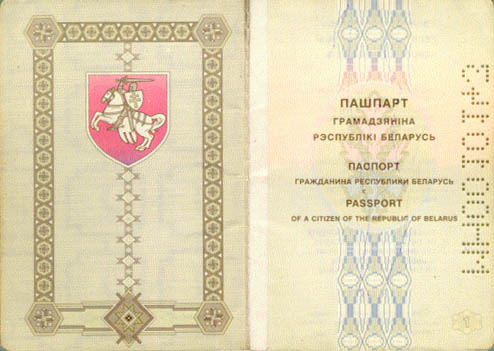
1991-1995

2006 版护照
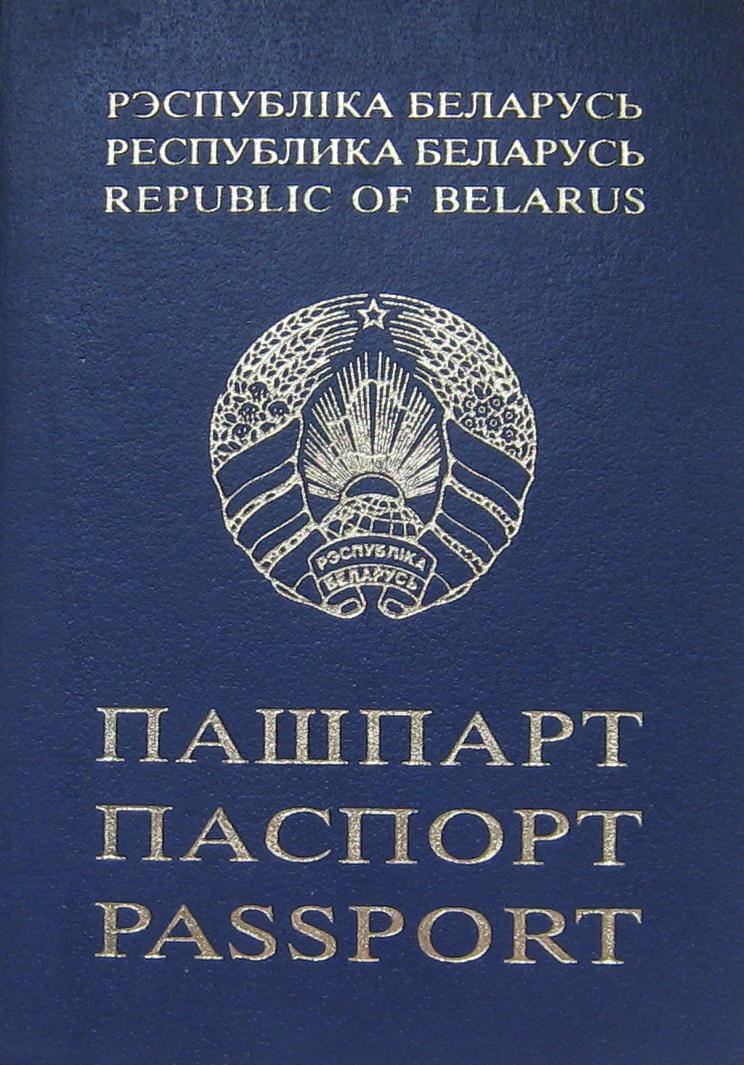
护照封面
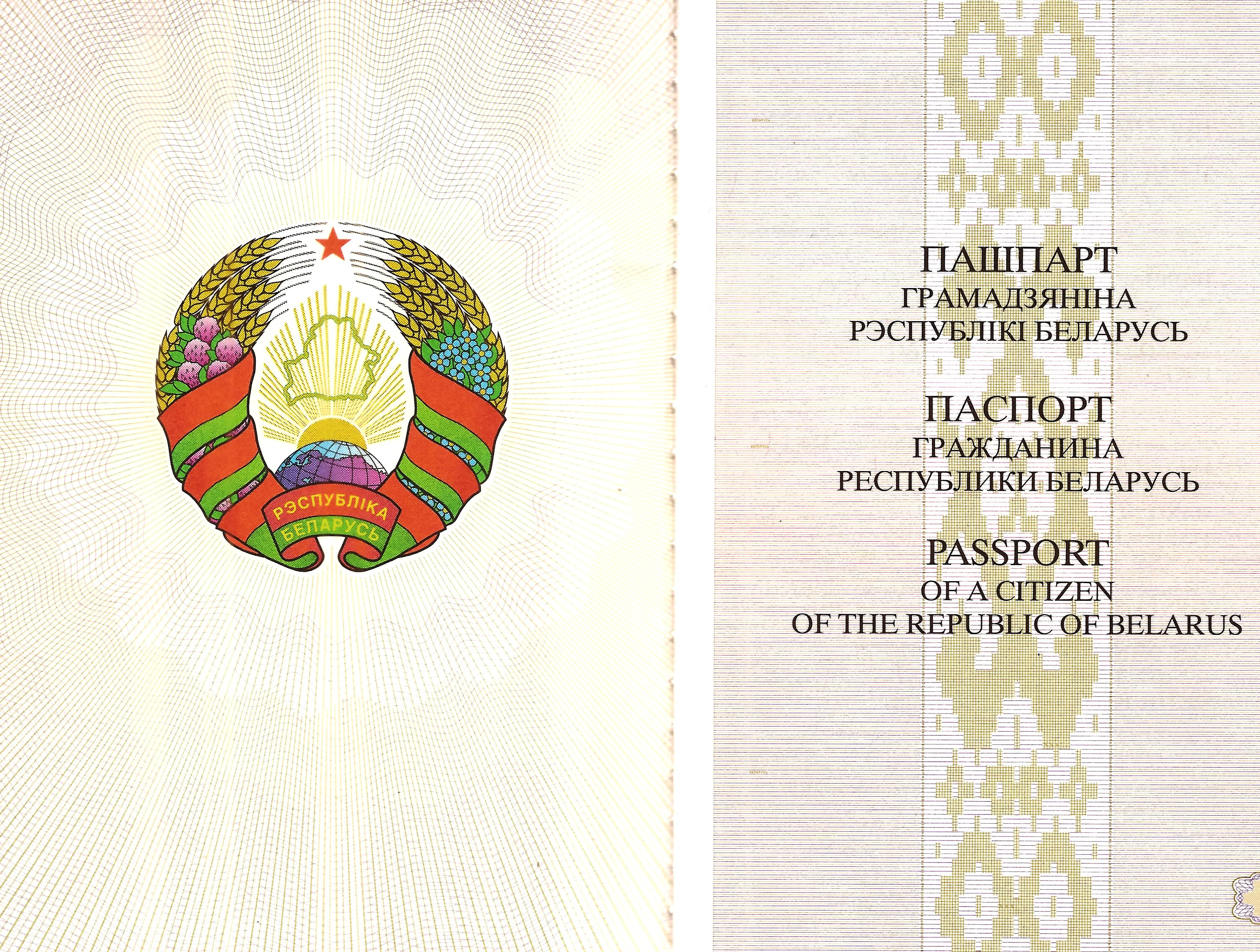
护照第一页印有白俄罗斯国徽和分别用白俄罗斯语，俄语和英语书写的白俄罗斯共和国公民护照字样。
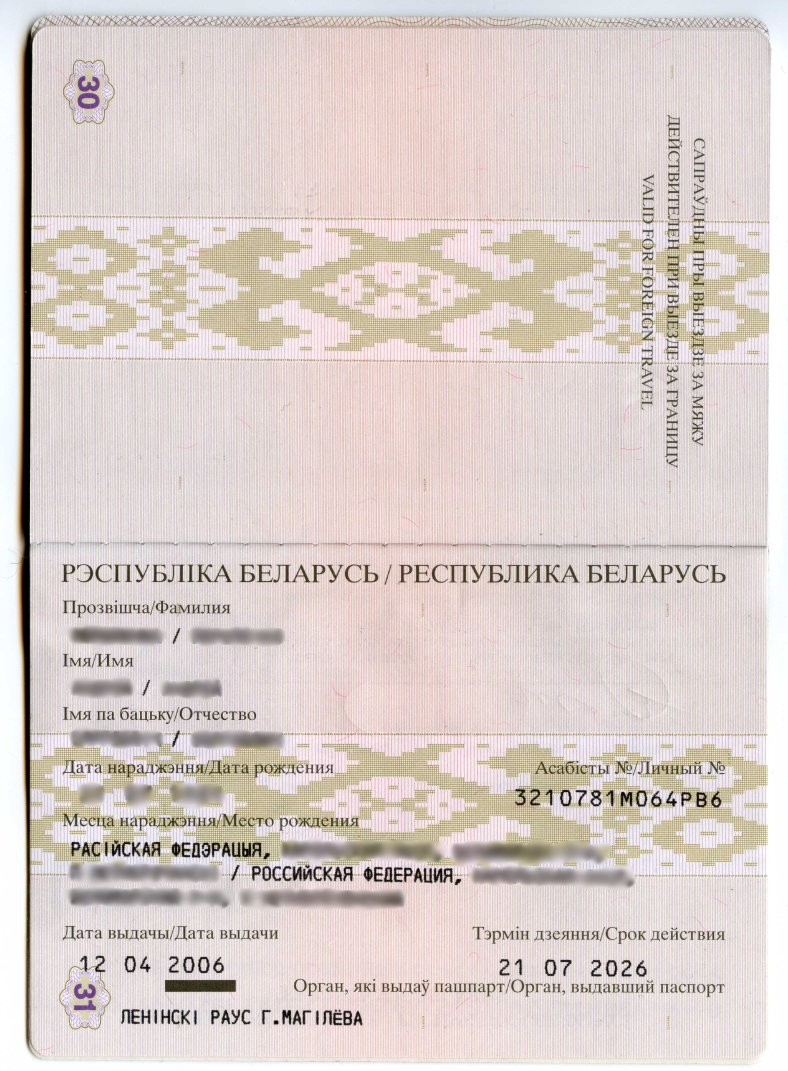
护照第 30 - 31 页用白俄罗斯语及俄语记录有姓氏，名字，父亲名，出生日期，个人身份号码，出生地，签发日期，失效日期和签发机关。
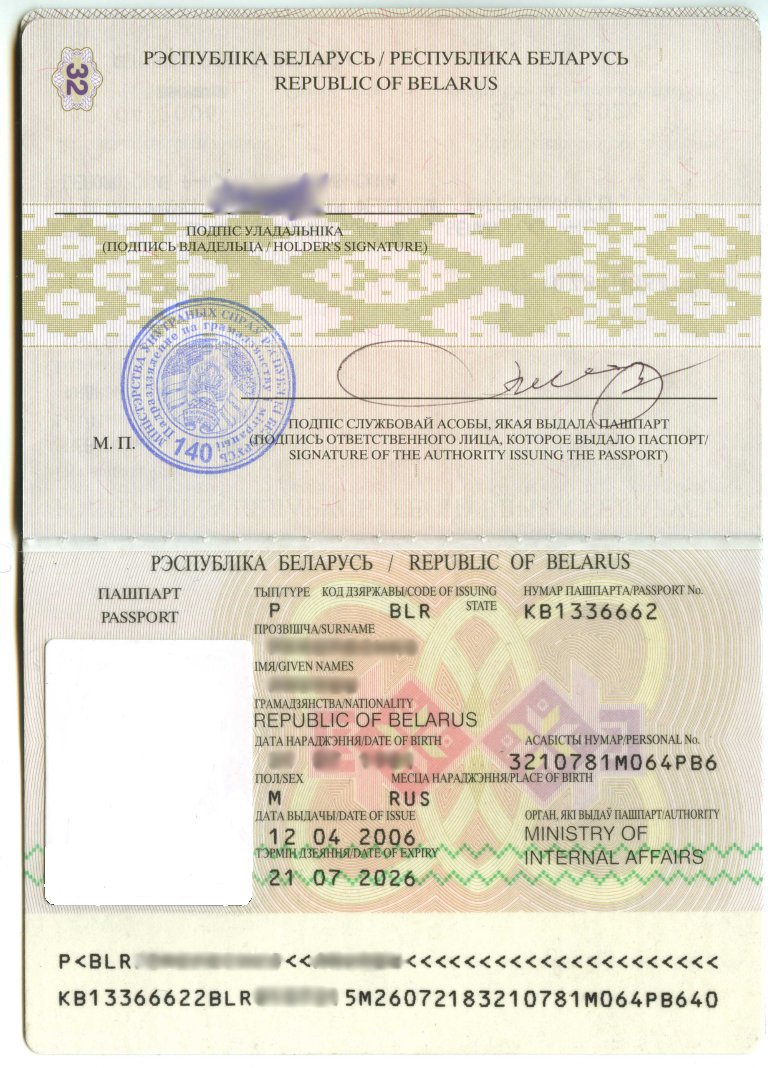
护照末页。
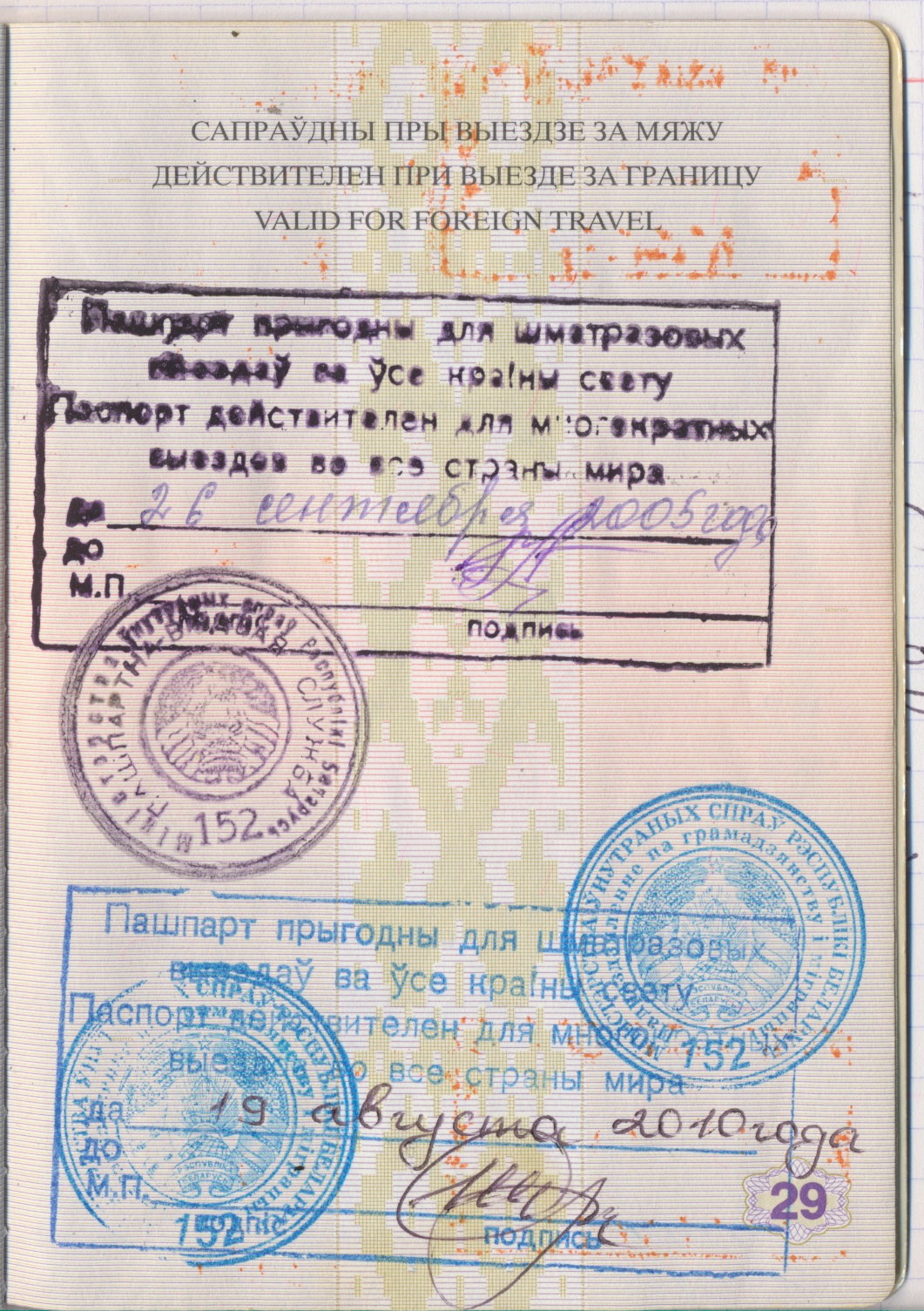
护照第 29 页及两张海外旅行许可盖印。

2021 版电子护照
护照封面
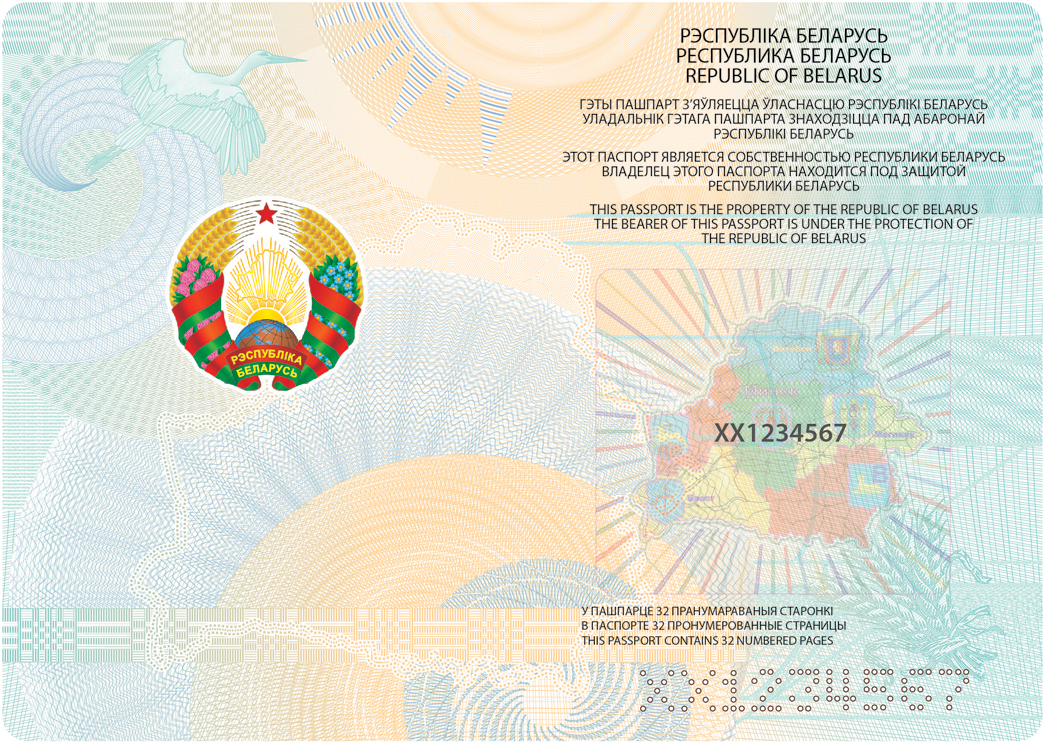
护照首页
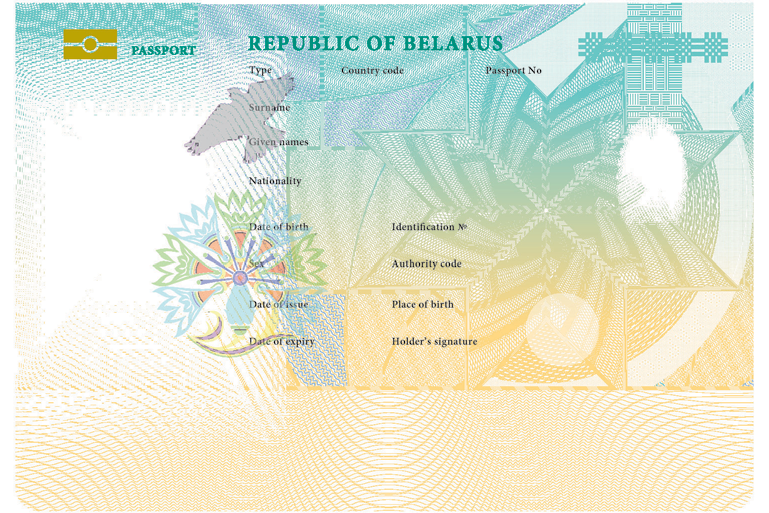
护照信息页
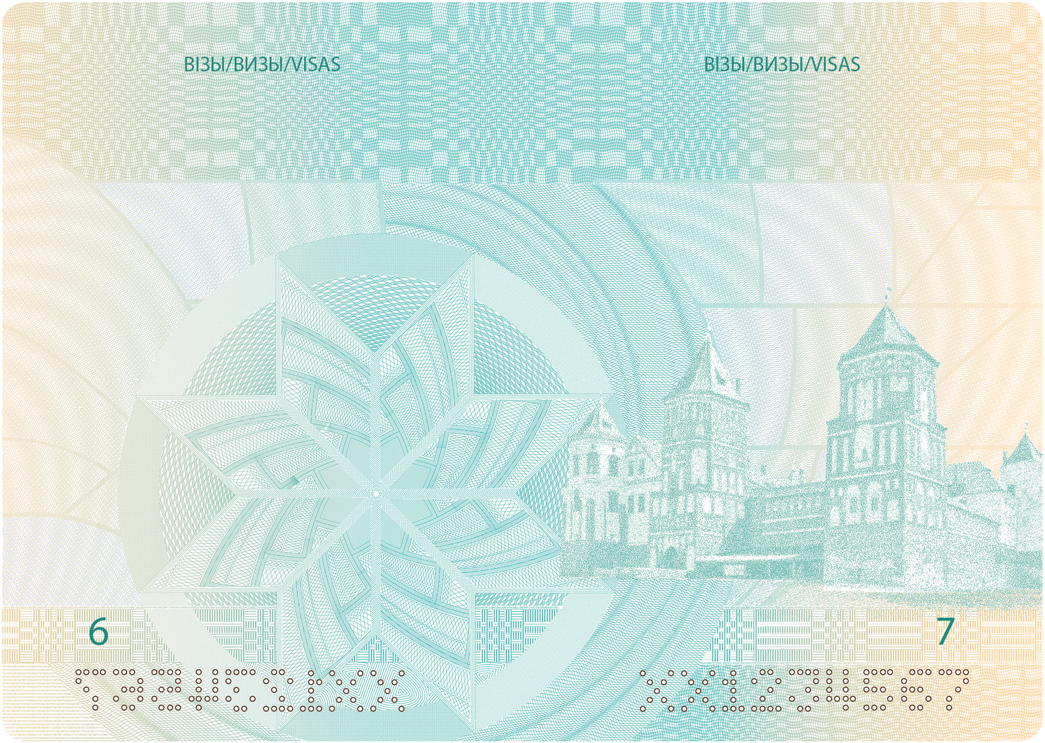
护照 6 - 7 页
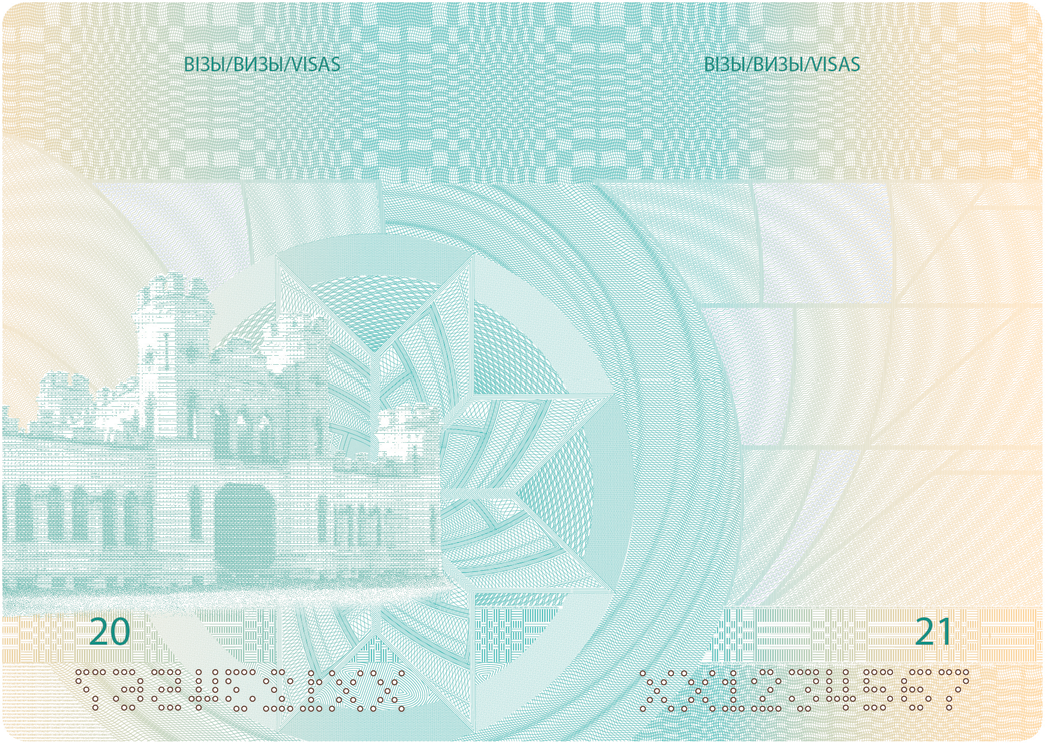
护照 20 - 21 页
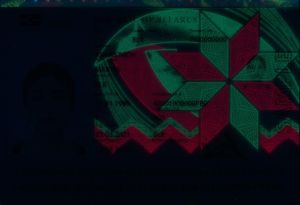
紫外线灯下的护照信息页
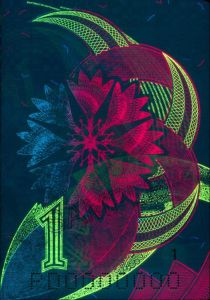
紫外线灯下的护照第 1 页
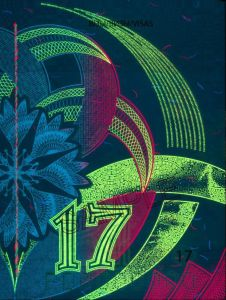
紫外线灯下的护照第 17 页

## 外部連結
- Image of Belarusian passport （页面存档备份，存于）
- Constitutional Court decision on permission stamps
- Government page with comments on visa regime with other countries
- Presidential Decree abolishing permission stamps

1. ↑  . kyivindependent. 2023-08-28  [2023-08-30]. （原始内容存档于2023-08-29）.
2. ↑  . Henley & Partners.   [2025-01-09] （英语）.